# Morcipán
Le morcipán (acronyme de morcilla al pan) est un sandwich ou bocadillo de boudin noir fait avec une baguette,. Il est fréquemment consommé lors des barbecues dans la plupart des pays hispaniques. Il s'agit d'une baguette ou d'une marraqueta avec un boudin grillé à l'intérieur. Il est généralement consommé lors des asados, où, étant rapide à préparer, il est généralement consommé en entrée pendant que la viande continue de rôtir. En Argentine, le principal condiment pour ce type de sandwich est, comme pour le reste des composants des asados dans ce pays, le chimichurri. 